# Oncidium longicornu
Oncidium longicornu là một loài phong lan có ở Brasil tới đông bắc Argentina.

## Hình ảnh

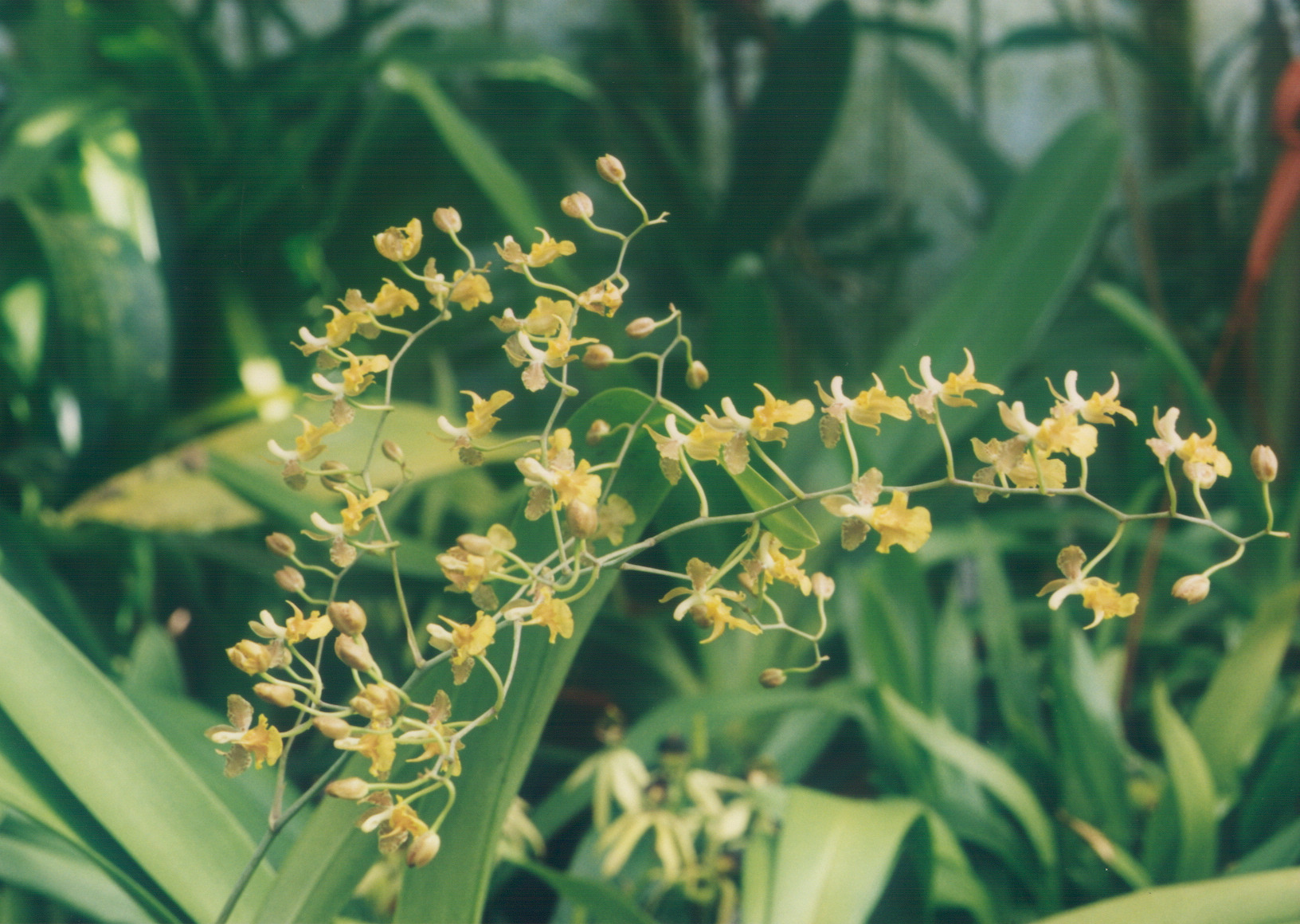
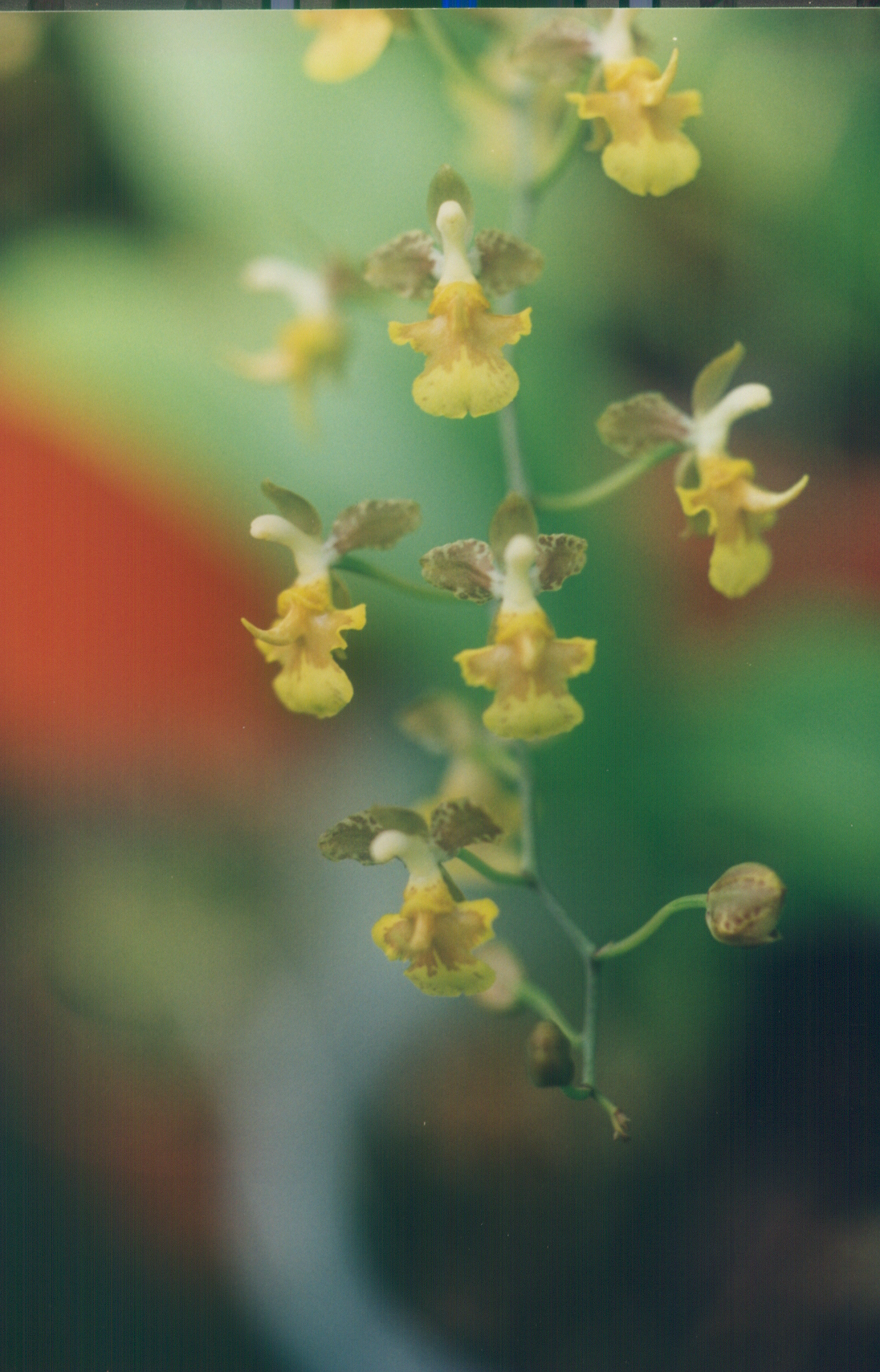
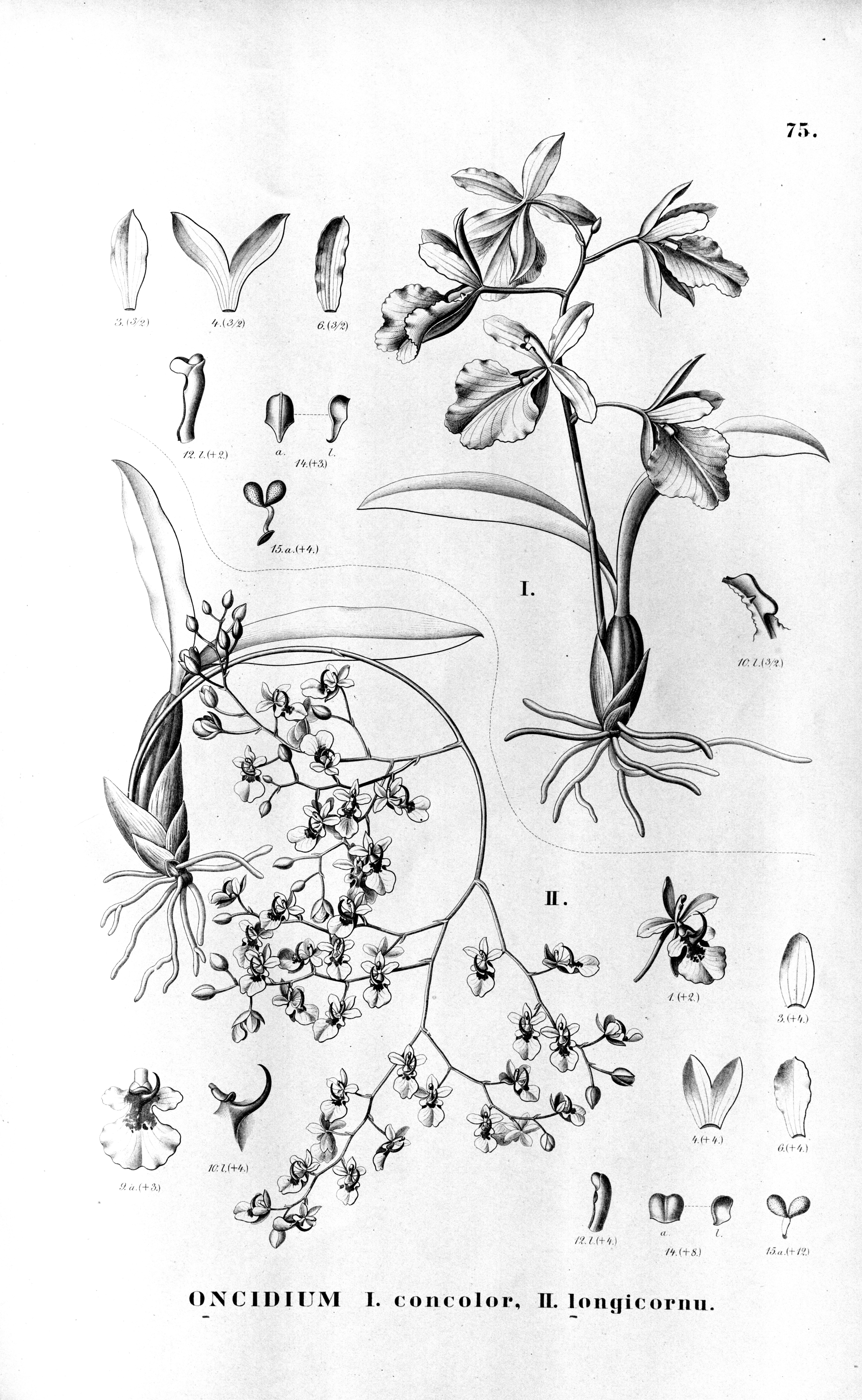
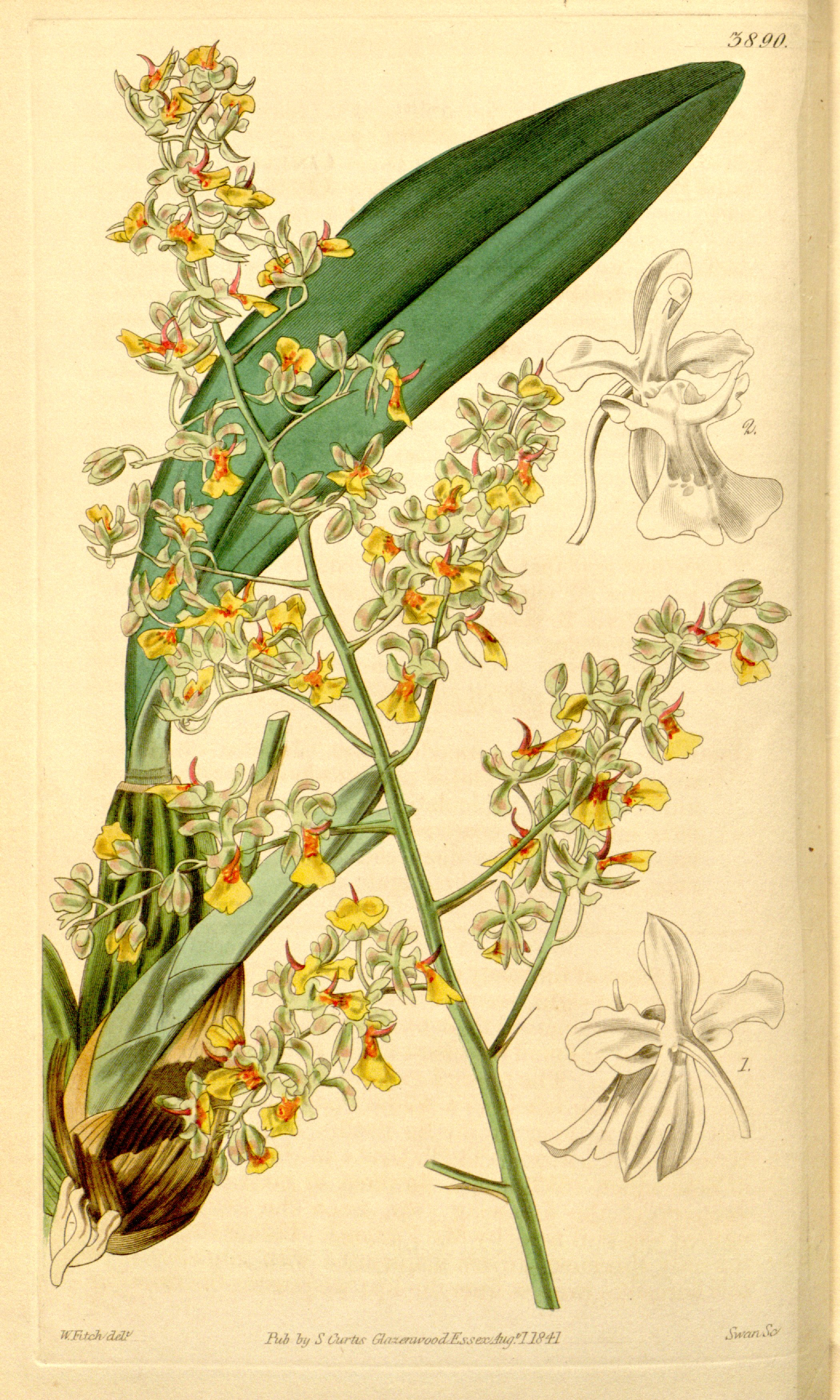